# Ахтанізовський лиман
Ахтанізовський лиман розташовано в західній частині Таманського півострова (Темрюцький район). Найбільше прісне водоймище Краснодарського краю. Площа 94 км², найбільша глибина 1,6 м. Відноситься до Ахтанізовської групи лиманів Таманської системи Кубанських лиманів.
З півдня Ахтаніз захищає Старотитарівська височина, порізана численними балками і ярами. На півночі здіймається гора Борисоглебська. На заході височіє Голубицький останець, схили якого прямовисною стіною підступають до лиману.
Півтора сторіччя тому лиман був замкнутим солоним водоймищем (ахтаніз, точніше, актеніз — біле море), пов'язаним тільки з Азовським морем (Пересипським гирлом). Але в 1819 р. мешканці станиць Старотитаровської і Темрюцької, бажаючи опріснити лиман, з'єднали його з Кубанню. З того часу шоста частина річкового стоку поступає в Ахтанізовський лиман, що сприяє інтенсивному накопиченню на дні водоймища мула. Притока прісної води істотно змінила фауну лиману, перетворивши його на своєрідний інкубатор молоді осетрових риб, головним чином севрюги. Важливе значення придбав він і як промислове водоймище.